# Ramiro de León Carpio
Pour les articles homonymes, voir Carpio.
Ramiro de León Carpio (né le 12 janvier 1942 à Guatemala et mort le 16 avril 2002 à Miami) est un juriste et homme d'État guatémaltèque, président de la république du Guatemala du 6 juin 1993 au 14 janvier 1996. Il est nommé à ce poste par le Congrès guatémaltèque, sans être affilié à aucun parti politique, après le limogeage de Jorge Serrano Elías puis du bref passage de son vice-président à la tête du pays, Gustavo Espina. Son mandat est marqué par des réformes à la Constitution guatémaltèque et par une purge du Congrès.

## Vie professionnelle
Né le 12 janvier 1942 dans la ville de Guatemala, Ramiro de León Carpio amorce plus tard des études en sciences juridiques et sociales spécialisées en droit constitutionnel à l'Université Rafael Landívar. Durant ses études, il est président de l'Association des étudiants en 1968-1969 et directeur de la revue Cara Parens et du journal Sol Landivariano. Une fois diplômé, il possédera les titres d'avocat et de notaire.
Après ses études, il rejoint le corps enseignant de son alma mater et devient professeur de droit constitutionnel, de droit constitutionnel comparé, d'introduction au droit et aux sciences politiques. Il intègre parallèlement la fonction publique du pays, ce qui le mènera éventuellement en politique représentative.

## Vie politique
De 1967 à 1969, durant la présidence de Julio César Méndez Montenegro, Ramiro de León Carpio est conseiller à la Division du marché commun au ministère de l'Économie, de secrétaire permanent du Comité tarifaire et de secrétaire du Comité national d'intégration économique. Politiquement rattaché au parti d'extrême droite, le Mouvement de libération nationale, De León Carpio occupe entre 1970 et 1974, durant la présidence du général Carlos Manuel Arana Osorio, les fonctions de secrétaire général du Conseil d'État. En 1981, il quitte cependant la fonction publique pour le secteur privé et devient conseiller juridique puis de directeur général de l'Association guatémaltèque du sucre jusqu'en 1983.
En 1983, il fonde l'Union du centre national (UCN), un parti politique prônant le libéralisme social et opposé à l'autoritarisme présent dans le pays depuis plus de deux décennies, et en devient le candidat à la vice-présidence et premier secrétaire général jusqu'en 1986. En 1984, à l'occasion des élections constituantes, il est élu député, puis nommé président de l'Assemblée nationale constituante jusqu'en 1986,. L'UCN y obtient par ailleurs les meilleurs résultats avec 21 députés sur 88, bien qu'elle soit surpassée par la Démocratie-chrétienne guatémaltèque en termes de voix exprimées. 
Après avoir joué un rôle de premier plan dans l'édification et l'approbation de la nouvelle constitution et avoir établi la transition démocratique, du moins sur papier, De León Carpio démissionne de ses fonctions de secrétaire général de l'UCN et quitte la politique représentative.  

### Retour à la vie académique
En 1988, De León Carpio dirige l'Institut d'éducation civique et politique, puis en octobre 1989, il est nommé par le Congrès comme procureur affecté aux droits de l'homme, ceci lui conférant le rôle de porte-parole des plaintes contre les abus des appareils de pouvoir. Dans ce rôle, il critique d'ailleurs vivement l'armée guatémaltèque, qu'il tenait pour responsable de nombreux crimes et de répression laïque. 

## Présidence

### Prise du pouvoir
Après la tentative manquée d'auto-coup d'État du président Jorge Serrano Elías survenue le 25 mai 1993 et celle du haut commandement militaire d'installer à ce siège son vice-président Gustavo Adolfo Espina Salguero, lorsque Serrano Elías prend la fuite du pays, le Congrès vote pour la nomination de De León Carpio à la tête de la République. 
En effet, le 5 juin 1993, conformément au décret n° 16-93, le Congrès déclare vacante les charges de président et de vice-président de la République et élit Ramiro de León Carpio à la présidence de la République avec une majorité écrasante de 106 voix sur 116, mettant ainsi fin à la crise de la succession présidentielle ayant suivi l'auto-coup d'État de Serrano Elías. Il est prévu que le mandat de De León Carpio s'échelonne jusqu'au 14 janvier 1996. 
Dès son arrivée au pouvoir, conscient de l'appui de la société civile dont il bénéficie, il met fin au privilège des « dépenses confidentielles » destiné à l'Exécutif et procède à une restructuration des forces armées vers une promotion de commandants plus attachés à l'apolitisme, ceci se traduisant notamment via le limogeage du ministre de la Défense José Domingo García Samayoa. Celui-ci est toutefois remplacé par Jorge Roberto Perussina Rivera, un général impliqué dans les répressions du début des années 1980. Ce dernier est cependant rapidement remplacé le 28 juin 1993 par le général Mario René Enríquez Morales et d'autres officiers tels que le futur président Otto Pérez Molina qui s'étaient opposés au Serrazano.  

### Exercice du pouvoir

Le président De León Carpio (3e à partir de la gauche), lors d'une rencontre avec les présidents centraméricains et américain en 1993.

Bien qu’il tente de procéder à une réforme constitutionnelle et des institutions démocratiques, ses velléités sont largement entravées par la résistance et les provocations des forces de droite les plus réactionnaires, liées aux escadrons de la mort et toujours présentes dans les structures civiles et militaires de l’État. Une réforme totalisant 43 modifications dans la Constitution de 1985 est acceptée par référendum populaire avec 67,6 % des voix favorables. La légitimité de cet exercice est cependant remise en question. Le 30 janvier 1994, ce ne sont que 15,9 % des électeurs qui exercent leur droit de vote, notamment par l’absence de traduction du projet de réforme dans les langues indigènes du pays. Le nombre de bulletins nuls ou blancs surpasse même le nombre de bulletins négatifs.
Les négociations avec l’URNG reprennent également sous la gouverne de De León Carpio. Un processus dans lequel l’OEA et l’ONU sont davantage impliquées et viennent réduire le rôle de l’armée est favorisé. Le 29 mars 1994, l’Accord mondial sur les droits de l'homme est signé au Mexique, obligeant entre autres le gouvernement à dissoudre les Comités volontaires de défense civile (anciennement appelés les Patrouilles civiles d'autodéfense), accusés de couvrir les actions des escadrons de la mort et avec un bilan choquant de violations des droits de l'homme dans les zones rurales.
Sur le plan économique, le gouvernement donne la priorité aux déréglementations, à la stabilité financière et à la privatisation des entreprises publiques. Durant son gouvernement, il met en place ce qui était la prime de Noël.

### Fin de la présidence
La fin du mandat de De León Carpio est marqué par l’élection, le 14 août 1994, de 80 des 116 sièges du Congrès, remportés en majorité par la formation de droite de l'ancien dictateur Ríos Montt, le Front républicain guatémaltèque (FRG). Le 12 novembre 1995, des élections générales, pouvant être qualifiées d'historiques parce que précédées d'une campagne pacifique et par la présence d’options de gauche, réunies sous le nom de Front démocratique du Nouveau Guatemala (FDNG, considéré proche de l'URNG), ce qui ne s’était pas produit depuis 1954. Élu au second tour, le 7 janvier 1996, le modéré de droite Álvaro Enrique Arzú Yrigoyen, du Parti de l'avance nationale (PAN), reçoit l’écharpe présidentielle sept jours plus tard.

## Après la présidence
Après avoir quitté la présidence, De León Carpio est notamment député au Parlement centraméricain puis conseiller pour l’OEA relativement à la surveillance des processus électoraux latinoaméricains. Bien que déjà perceptible alors qu’il était président, l’ancien défenseur des droits de l’homme amorce un tournant idéologique vers le conservatisme durant les dernières années de sa vie. Son discours sur les crimes politiques qui visaient à entraver son travail alors qu’il était président s’est tempéré et il effectue même un retour en politique en 1999 au sein du parti de l’ancien dictateur Efraín Ríos Montt, le FRG, lui qui avait pourtant été l’un de ses plus ardents détracteurs. 
Le 11 mars 2002, il démissionne cependant du FRG et de son rôle de député, alors que les accusations de toutes sortes s'intensifient contre le président Alfonso Portillo, également membre du parti. À l’occasion, il blâme « la corruption généralisée et un climat de confrontation politique » et déclare s’être « trompé » en acceptant il y a trois ans l'invitation de Ríos Montt à retourner à la vie politique dans ses rangs.
Il quitte ensuite la vie publique et est retrouvé sans vie dans son appartement de Miami, le 16 avril suivant. Selon ses enfants, il s’agirait d’une mort naturelle lié à son coma diabétique. Son corps est ensuite rapatrié au Guatemala, où un deuil et des funérailles nationales sont annoncés. 